# Янка Бриль
Я́нка Бриль (біл. Янка Брыль, повне ім'я Іван Антонович Бриль, біл. Іван Антонавіч Брыль; *4 серпня 1917, Одеса — †25 липня 2006, Мінськ) — білоруський письменник та перекладач.

## Біографія
Народився в Одесі в сім'ї робітника-залізничника. Друкувався з 1938.
У 1939 році призваний до Війська Польського, служив у морській піхоті. Після початку II світової війни, у вересні того ж року потрапив під Гдинею до німецького полону, в 1941 році втік та повернувся до Білорусі і приєднався до партизанів. У 1942 році Я. Бриль став зв'язковим партизанської бригади імені Жукова Барановичського з'єднання, а в 1944 — розвідником партизанської бригади «Комсомолець». Редагував газету «Сцяг свабоды» Мирського підпільного райкому партії та сатиричний листок «Партызанскі жыгала». Після звільнення Білорусі працював редактором районної газети в селищі Мир, літературним співробітником газети-плаката «Раздавім фашысцкую гадзіну», завідував відділом редакції журналу «Вожык».
Перша книга «Оповідання» (1946). Тяжке минуле, визвольна боротьба трудящих Білорусі, побудова колгоспного ладу — основні теми творів Бриль. Найкращі з них — роман «Кордон» (1949), повість «У Заболотті світає» (1951, Сталінська премія, 1952), «На Бистринці» (1954), нарис «Серце комуніста» (1957). Бриль перекладав твори Остапа Вишні, Петра Козланюка та інших.

## Нагороди
- Сталінська премія, 1952 (за повість «У Заболотті світає»)

### Українські переклади
- У Заболотті світає. К., 1953
- Оповідання. К., 1954
- На Бистринці (переклад з білоруської: Якова Майстренка). — К., 1957
- Праведники і злодії. К., 1959